# Munir Mohamedi
Munir Mohand Mohamedi El Kajoui (tiếng Ả Rập: منير مهند محمدي; sinh ngày 10 tháng 5 năm 1989), còn được gọi là Munir, là một cầu thủ bóng đá chuyên nghiệp người Maroc hiện đang thi đấu ở vị trí thủ môn cho câu lạc bộ RS Berkane tại giải vô địch quốc gia Maroc và đội tuyển quốc gia Maroc.